# Paul Grohmann

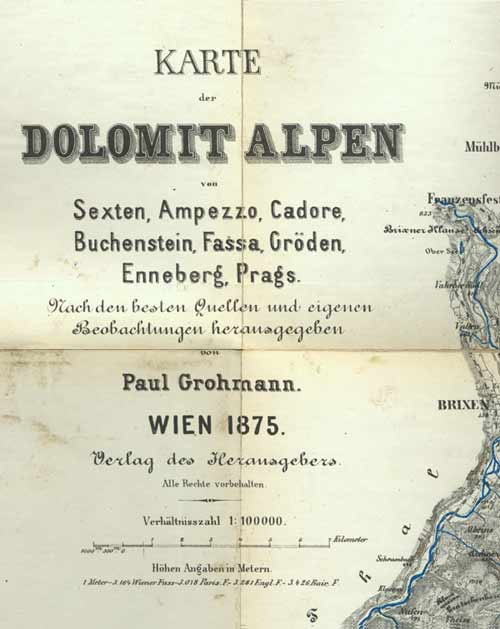
Carte des Dolomites établie par Paul Grohmann

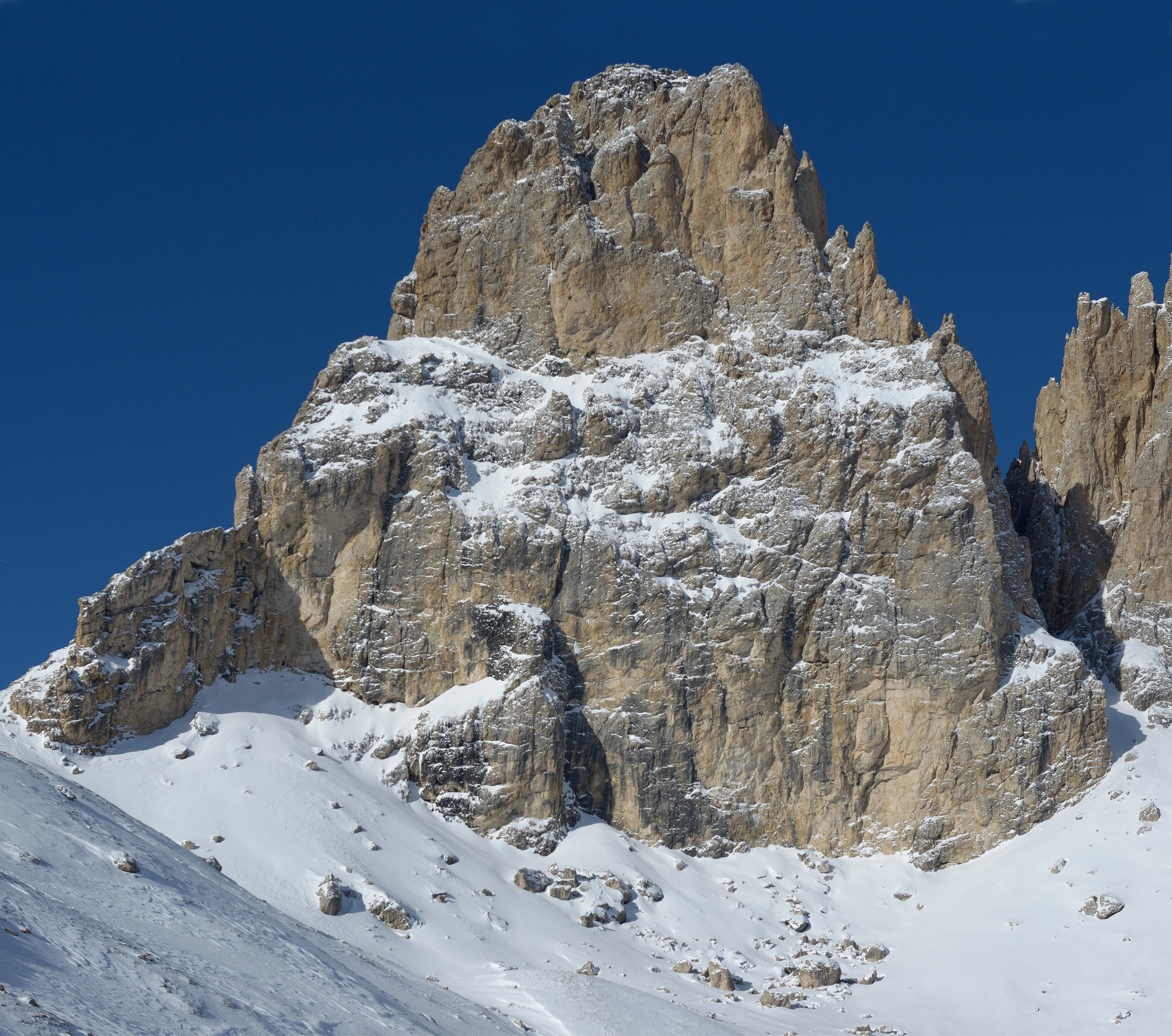
La Punta Grohmann, dite aussi Sasso Levante, dans le Sassolungo.

Paul Grohmann, né le 12 juin 1838 à Vienne et mort le 29 juillet 1908 dans cette même ville, est un alpiniste autrichien, principal explorateur des Dolomites.

## Biographie
Paul Grohmann découvre la montagne en 1853 dans les massifs des Hohe Tauern et Niedere Tauern. C'est depuis ces montagnes qu'il aperçoit pour la première fois, loin vers le sud, les Dolomites dont quelques sommets avaient été gravis par John Ball. 
En 1862, Grohmann fonde le Club alpin autrichien (Österreichischer Alpenverein). Entre 1863 et 1869, il réussit l'ascension de tous les sommets importants des Dolomites. En 1864 il organise une expédition photographique au Grossglockner avec le photographe Jaegermeyer qui réalise l'un des premiers daguerréotypes de haute montagne. 
Complètement ruiné par une faillite bancaire en 1873, Paul Grohmann met un terme à sa carrière alpine.

## Premières
- 1859 - Hochalmspitze (Hohe Tauern) avec Lenzbauer et Franz Moidele, le 15 août[2]
- 1863 - Tofana di Mezzo (3 241 m, Tofane) avec Francesco Lacedelli, le 29 août[2],[3]
- 1863 - Antelao avec Francesco, Alessandro Lacedelli et Matteo Ossi, le 18 septembre[2],[3]
- 1864 - Piz Boè avec G. Irschara, le 30 juillet[2]
- 1864 - Tofana di Rozes (3 225 m, Tofane), avec Francesco Lacedelli, Angelo Dimai et Santo Siorpaes, le 29 août[2]
- 1864 - Punta Sorapiss (3 205 m, Dolomites) avec Francesco Lacedelli et Angelo Dimai, le 16 septembre[2],[3]
- 1864 - Marmolada avec Angelo et Fulgenzio Dimai, le 28 septembre[2]
- 1865 - Gran Pilastro avec Josele Samer et Peter Fuchs, le 24 juillet[2]
- 1865 - Monte Cristallo (3 221 m, Dolomites) avec Santo Siorpaes et Angelo Dimai, le 14 septembre[3]
- 1865 - Monte Coglians avec Nicolò Sottocorona et Hofer, le 30 septembre[2]
- 1867 - Olperer (3 476 m, Alpes de Zillertal) avec Josele Samer et Gainer Jackele, le 10 septembre[2]
- 1869 - Dreischusterspitze (3 145 m, Dolomites) avec Peter Salcher et Franz Innerkofler, le 18 juillet[2],[3]
- 1869 - Sassolungo avec Peter Salcher et Franz Innerkofler, le 13 août[2]
- 1869 - Cima Grande (2 999 m, Tre Cime di Lavaredo) avec Franz Innerkofler et Peter Salcher, le 21 août[2]

## Publications
- Paul Grohmann, Wanderungen in den Dolomiten, Vienne, Carl Gerold's Sohn, 1877, 327 p.